# Heide (Morsbach)
Heide ist ein Ortsteil von Morsbach im Oberbergischen Kreis im südlichen Nordrhein-Westfalen innerhalb des Regierungsbezirks Köln.

## Lage und Beschreibung
In ländlicher, waldreicher Umgebung liegt Heide am südlichsten Zipfel des Oberbergischen Kreises. Die Städte Gummersbach (38 km), Siegen (35 km) sowie Köln (75 km) sind in wenigen Autominuten zu erreichen.
Benachbarte Heidener Ortsteile sind Solseifen im Nordwesten, Morsbach im Osten, Flockenberg im Süden und Herbertshagen im Westen.

## Geschichte

### Erstnennung
1492 wurde der Ort das erste Mal urkundlich erwähnt, und zwar „Johan von der Heiden, kölnischer Untertan im Kirchspiel Morsbach, wird erwähnt in Akten über Gebrechen (in mittelhochdeutscher Zeit bis etwa 1450 Verwendung in der Bedeutung „brechen, mit Gewalt dringen, ein Verbrechen begehen“) Berg-Homburg.“
Die Schreibweise der Erstnennung war Heiden.